# Morze mgieł

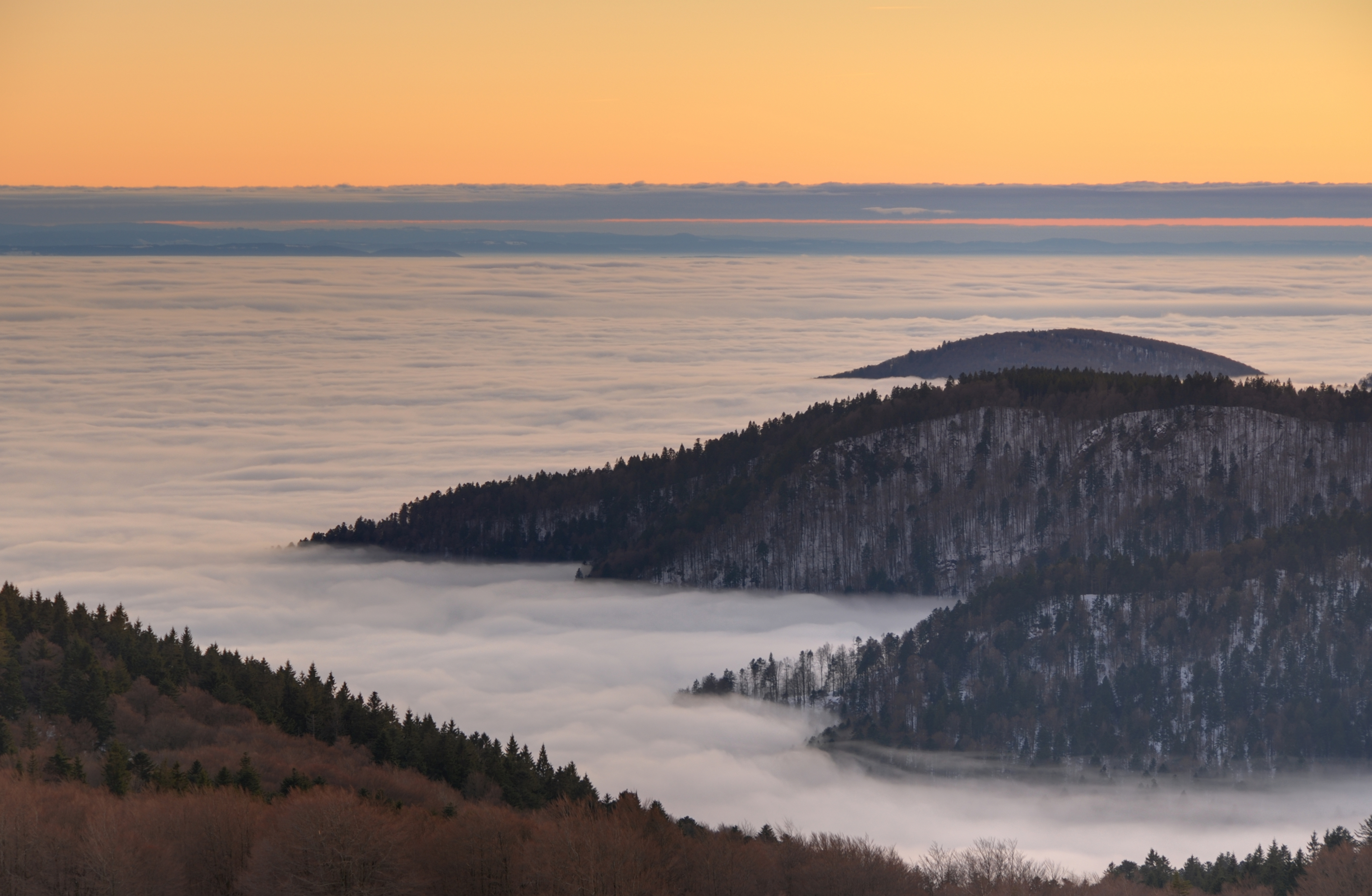
Morze mgieł we Francji, w Dolinie Savoureuse

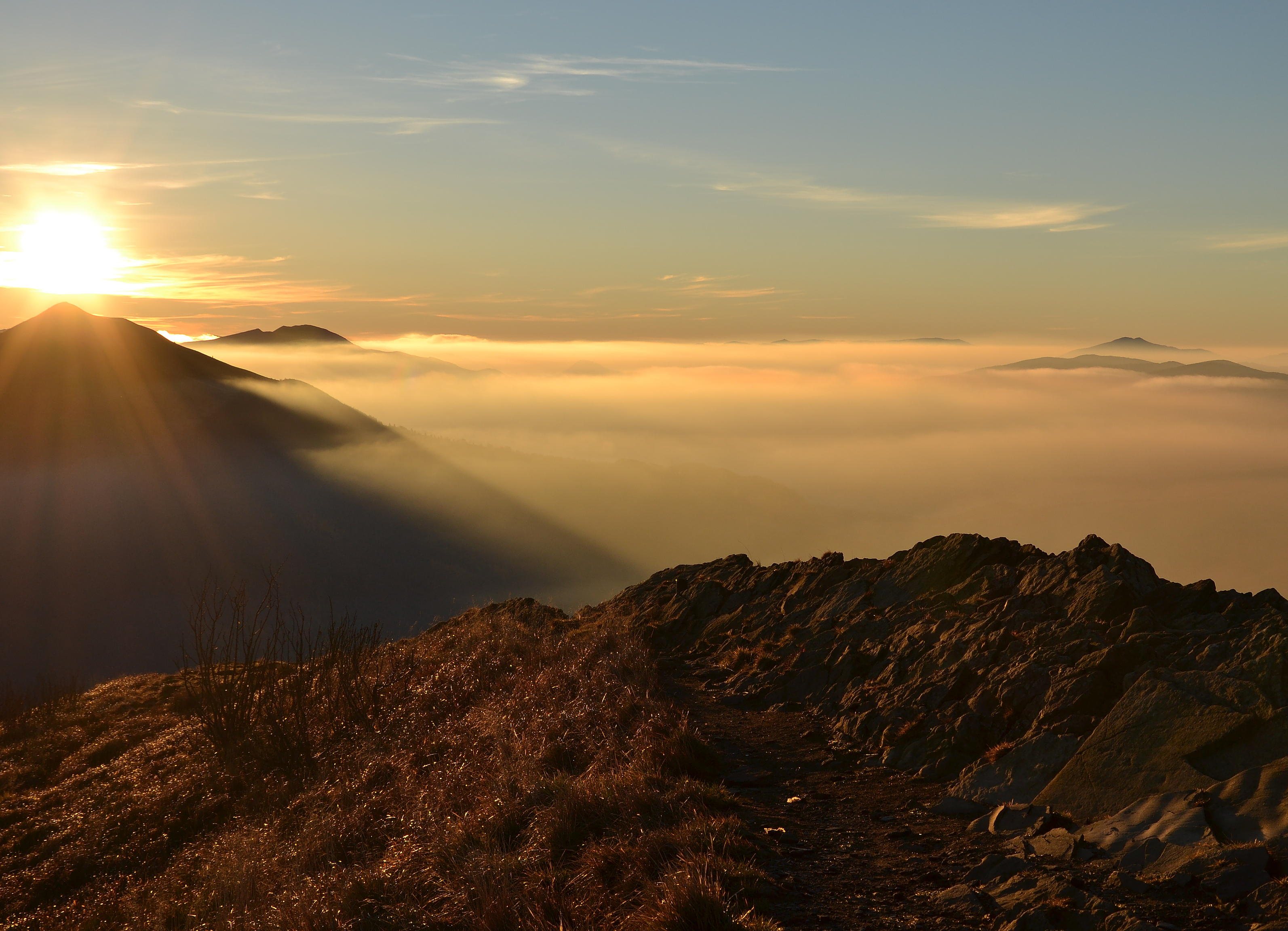
Wschód słońca z „Chatki Puchatka” w Bieszczadach

„Morze mgieł”, „morze chmur” – zjawisko zachodzące w górskich dolinach i kotlinach, szczególnie rankiem lub wieczorem, spowodowane inwersyjnym rozkładem temperatury powietrza. Ze szczytów górskich można zobaczyć rozległą i pofalowaną górną powierzchnię chmur (najczęściej Stratus i Stratocumulus) lub mgły (zarówno mgła, jak i chmura są zawiesiną drobnych kropelek wody, przy czym mgła dotyka gruntu, a chmura jest zawieszona nad nim). Niskie chmury warstwowe i mgły dolinne powstają przy bezchmurnej pogodzie, kiedy z zacienionego, wychłodzonego dna doliny wypromieniowane jest ciepło. Mogą też utworzyć się, kiedy z wierzchowiny lub górnej części stoków spłynie zimne powietrze. W Polsce zjawisko „morza mgieł” występuje od późnej jesieni do wczesnej wiosny.
W Polsce często zachodzi między innymi w Kotlinie Orawsko-Nowotarskiej, urozmaicając widoki z Babiej Góry, Gorców czy Tatr.